# نيكا أوجوميكي
نيكا أوجوميكي (بالإنجليزية: Nneka Ogwumike)‏ مواليد 2 يوليو 1990 في تومبول، هي لاعبة كرة سلة أمريكية. بدأت مسيرتها الاحترافية في سنة 2012. تم اختيارها من قبل فريق لوس أنجلوس سباركس خلال الدرافت. تلعب مع فريق لوس أنجلوس سباركس في دوري الاتحاد الوطني لكرة السلة النسائية. وتحمل الرقم 30. يبلغ طولها 6 قدم 2 بوصة (1.9 م). حققت المركز الأول في كأس العالم لكرة السلة للسيدات 2014. فازت بلقب دوري المحترفات.

## الميداليات
| الميدالية | المسابقة                           |
| --------- | ---------------------------------- |
| ذهبية     | كأس العالم لكرة السلة للسيدات 2014 |

## روابط خارجية
- نيكا أوجوميكي على موقع الاتحاد الدولي لكرة السلة (الإنجليزية)
- نيكا أوجوميكي على موقع الاتحاد الوطني لكرة السلة النسائية (الإنجليزية)
- نيكا أوجوميكي على موقع كرة السلة الأوروبية.كوم (الإنجليزية)
- نيكا أوجوميكي على موقع كلية كرة السلة في سبورتس رفرنس.كوم (الإنجليزية)
- نيكا أوجوميكي على موقع بروبوليرز (الإنجليزية)
- نيكا أوجوميكي على موقع سبورتس رفرنس (الإنجليزية)